# Parlamentswahl im Iran 1992
Die Iranischen Parlamentswahlen 1992 fanden am 10. April 1992 statt. Es waren die ersten Parlamentswahlen nach dem Tod des Obersten Rechtsgelehrten Ruhollah Chomeini in Iran. Zwei Fraktionen standen zur Wahl, die Pragmatiker mit der Nähe zum Präsidenten Rafsandschani – die sich letztlich bei der Wahl durchsetzten – und die Radikalen, mit „post-revolutionären“ Idealen.

## Ergebnis
|                               | Stimmen    | Anteil in % |
| ----------------------------- | ---------- | ----------- |
| Wahlberechtigte               | 32.465.558 | 100         |
| Wähler                        | 18.767.042 | 57,71       |
| registrierte Kandidaten       | 3.233      | 100         |
| zugelassene Kandidaten        | 2.741      | 84,78       |
| gewählte männliche Kandidaten | 261        | 96,67       |
| gewählte weibliche Kandidaten | 9          | 3,33        |